# Tamás Sulyok
Tamás Sulyok (Kiskunfélegyháza, 4 marzo 1956) è un avvocato, politico e docente ungherese, presidente dell'Ungheria dal 5 marzo 2024.

## Biografia
Diviene membro della Corte costituzionale dell'Ungheria nel 2014, ricoprendo il ruolo di presidente due anni dopo.
Il 23 febbraio 2024, a seguito delle proteste nei confronti di Katalin Novák a causa di uno scandalo nato per aver concesso la grazia a uomo accusato di reati contro minori, il capogruppo del partito di maggioranza governativa Fidesz Mate Kocsis, a seguito di una riunione del gruppo, ha annunciato che Sulyok sarebbe diventato il nuovo presidente dell'Ungheria.
Il 5 marzo successivo avviene il giuramento. Lo stesso giorno ha ratificato la decisione dell'Assemblea nazionale sull'adesione della Svezia alla NATO.